# Сарич, Петар
Петар Сарич (серб. Петар Сарић, 11 июля 1937, Королевство Югославия — 3 октября 2023 или 2 октября 2023) — сербский поэт и прозаик.

## Биография
Петар Сарич родился 11 июля 1937 года в деревне Тупан недалеко от Никшича в Черногории. Он окончил филологический факультет Приштинского университета по направлению языков и литературы. После окончания учёбы Сарич преподавал в нескольких школах в Призрене и Раховце, а затем присоединился к коллективу приштинской ежедневной газеты «Jedinstvo», где позже в течение нескольких лет занимал пост главного редактора. Он является автором томов стихов, первый из которых был опубликован в 1970-х годах.
Бестселлер Сарича «Митрова Америка» («Америка Митара») представляет собой вклад сербской литературы в тему иммиграции в Новый Свет. Он также был сербским активистом в Косово, который поднимал вопросы в случаях, когда албанские власти злоупотребляли своим положением.
Петар Сарич умер 3 октября 2023 года в возрасте 86 лет.

## Избранные труды
- Sutra stiže gospodar («Завтра Господь придёт» в двух томах, Белград, 1979 и 1981)
- Mitrova Amerika («Америка Митара»)[4]